# Terenozek
Terenozek (kazakiska: Terengözek) är en ort i Kazakstan.   Den ligger i oblystet Qyzylorda, i den centrala delen av landet, 800 km sydväst om huvudstaden Astana. Terenozek ligger 119 meter över havet och antalet invånare är 9 661.
Terrängen runt Terenozek är mycket platt.  Trakten runt Terenozek är nära nog obefolkad, med mindre än två invånare per kvadratkilometer. Det finns inga andra samhällen i närheten. Trakten runt Terenozek består i huvudsak av gräsmarker.